# Emanuel Ungureanu
Emanuel-Dumitru Ungureanu (n. 12 martie 1978

, (Suceava), Suceava, România) este un deputat român, ales în 2016, 2020 și 2024 din partea USR.